# مالكوم بيتس
مالكوم بيتس (بالإنجليزية: Malcolm Bates)‏ هو شخصية أعمال بريطاني، ولد في 23 سبتمبر 1934 في بورتسموث في المملكة المتحدة، وتوفي في 30 مايو 2009.